# Gran Premio Miguel Indurain 2025
Il Gran Premio Miguel Indurain 2025, sessantottesima edizione della corsa e valevole come quindicesima prova dell'UCI ProSeries 2025 categoria 1.Pro, si svolse il 5 aprile 2025 su un percorso di 203,9 km, con partenza e arrivo a Estella, in Spagna. La vittoria fu appannaggio del belga Thibau Nys, il quale completò il percorso in 4h59'54", alla media di 40,794 km/h, precedendo l'olandese Alex Molenaar e l'italiano Andrea Bagioli.
Sul traguardo di Estella 114 ciclisti, dei 132 partiti dalla medesima località, hanno portato a termine la competizione.

## Squadre e corridori partecipanti
| N.    | Cod. | Squadra                 |
| ----- | ---- | ----------------------- |
| 1-7   | UAD  | UAE Team Emirates XRG   |
| 11-17 | ARK  | Arkéa-B&B Hotels        |
| 21-27 | COF  | Cofidis                 |
| 31-37 | EFE  | EF Education-EasyPost   |
| 41-46 | LTK  | Lidl-Trek               |
| 51-57 | MOV  | Movistar Team           |
| 61-67 | RBH  | Red Bull-Bora-Hansgrohe |
| 72-77 | JAY  | Team Jayco AlUla        |
| 81-86 | TPP  | Team Picnic PostNL      |
| 91-97 | XAT  | XDS Astana Team         |

| N.      | Cod. | Squadra                |
| ------- | ---- | ---------------------- |
| 101-107 | BBH  | Burgos-Burpellet-BH    |
| 111-117 | CJR  | Caja Rural-Seguros RGA |
| 121-127 | EUS  | Euskaltel-Euskadi      |
| 131-137 | EKP  | Equipo Kern Pharma     |
| 141-146 | PTV  | Team Polti VisitMalta  |
| 151-157 | TEN  | TotalEnergies          |
| 161-167 | TUD  | Tudor Pro Cycling Team |
| 171-178 | ATI  | Anicolor-Tien 21       |
| 181-186 | CDF  | Feirense-Beeceler      |
| 191-197 | IBA  | Illes Balears Arabay   |

## Ordine d'arrivo (Top 10)
| Pos. | Corridore        | Squadra    | Tempo    |
| ---- | ---------------- | ---------- | -------- |
| 1    | Thibau Nys       | Lidl       | 4h59'54" |
| 2    | Alex Molenaar    | Caja Rural | a 3"     |
| 3    | Andrea Bagioli   | Lidl       | s.t.     |
| 4    | Thomas Silva     | Caja Rural | a 7"     |
| 5    | Alex Aranburu    | Cofidis    | s.t.     |
| 6    | Marc Hirschi     | Tudor      | s.t.     |
| 7    | F. Großschartner | UAE        | a 9"     |
| 8    | Simone Velasco   | XDS        | s.t.     |
| 9    | Alex Baudin      | EF         | s.t.     |
| 10   | Pau Miquel       | Kern       | s.t.     |